# Otites atripes
Otites atripes är en tvåvingeart som beskrevs av Friedrich Hermann Loew 1858. Otites atripes ingår i släktet Otites och familjen fläckflugor. Inga underarter finns listade i Catalogue of Life.